# Tronco arterioso persistente
El truncus arterosus persistente, también llamado truncus arteriosus, tronco arterioso, tronco arterial común o tronco arterial, es una enfermedad del corazón que está presente en el momento del nacimiento y se incluye dentro del grupo de enfermedades que se conocen como cardiopatías congénitas.
Se caracteriza por la existencia de una única arteria principal que parte de los 2 ventrículos cardiacos, la cual se ramifica y da origen a la arteria pulmonar y la arteria aorta.
En circunstancias normales, en el ventrículo derecho se origina la arteria pulmonar que envía la sangre hacia los pulmones, y en el ventrículo izquierdo la arteria aorta que distribuye la sangre oxigenada por todo el organismo.
Esta anomalía es poco frecuente y representa únicamente entre el 0.2% y 0.3% del total de cardiopatías congénitas.
Durante la vida intrauterina apenas produce síntomas, sin embargo a partir del momento del nacimiento ocasiona una insuficiencia cardiaca severa, y la tasa de mortalidad en el primer mes de vida es muy alta. El tratamiento recomendado es realizar una intervención quirúrgica para corregir la malformación. Se aconseja en general que la operación se practique en los tres primeros meses de vida del niño.